# Tancredi
Tancredi es una ópera en dos actos con música de Gioacchino Rossini y libreto en italiano de Gaetano Rossi, que ya había colaborado con el compositor en La Cambiale di Matrimonio (1810), L’equivoco stravagante (1811), y volvería a hacerlo en Semiramide (1823). El texto está basado en la obra Tancrède (1759) de Voltaire. Se estrenó el 6 de febrero de 1813 en La Fenice de Venecia. A España llegó el 5 de mayo de 1817, al Teatro de la Santa Cruz de Barcelona.

## Historia
Rossini compuso esta ópera cuando apenas contaba 20 años, y hace la número diez de entre las cuarenta óperas compuestas por él, alcanzando con ella lo que se ha dado en llamar su primera madurez.
Tancredi es una ópera seria, casi a la antigua usanza, con una trama argumental muy forzada, recitativos secos, arias de sorbetto, etc.
La obra se estrenó en el Teatro La Fenice de Venecia, con un final feliz. Un mes más tarde, Tancredi se estrenó en Ferrara con un final distinto al veneciano: Tancredi muere, lo que por otro lado se aproxima más al drama de Voltaire. A lo largo de los años ambos finales se han ido turnando conforme variaba el gusto del público; hoy día aunque perviven ambos, parece que se consolida definitivamente el final trágico de Ferrara.
Esta ópera se representa poco; en las estadísticas de Operabase aparece la n.º 162 de las óperas representadas en 2005-2010, siendo la 53.ª en Italia y la sexta de Rossini, con 19 representaciones en el período.

## Personajes
| Personaje                                       | Tesitura             | Elenco del estreno, 6 de febrero de 1813, Venecia |
| ----------------------------------------------- | -------------------- | ------------------------------------------------- |
| Tancredi, noble siracusano exiliado             | contralto            | Adelaide Melanotte Montresor                      |
| Amenaide, enamorada de Tancredi                 | soprano              | Elisabetta Manfredini Guarmani                    |
| Argirio, padre de Amenaide y rival de Orbazzano | tenor                | Pietro Todràn                                     |
| Orbazzano, noble y rival de Argirio             | bajo                 | Luciano Bianchi                                   |
| Isaura, dama de Amenaide                        | Contralto            | Teresa Marchesi                                   |
| Roggiero, amigo de Tancredi                     | mezzosoprano o tenor | Carolina Sivelli                                  |

## Argumento

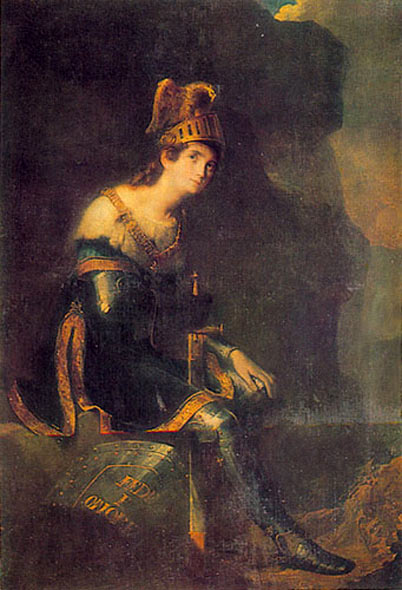
La cantante Zinaida Volkonskaya como Tancredi, pintura de F. Bruni (1820-4), Museo Ruso.

El drama transcurre en la ciudad siciliana de Siracusa en el año 1005.
Acto I
Se celebra la paz entre las familias rivales de Argirio y Orbazzano. La causa de esta paz es la necesidad de combatir unidos el ataque de los sarracenos que, capitaneados por Solamir, amenazan Siracusa. Para sellar la paz, Argirio acaba de ofrecer la mano de su hija Amenaide a Orbazzano. 
Amenaide está enamorada de Tancredi, el cual hace tiempo que partió al exilio a causa de Orbazzano. La muchacha le ha escrito una carta pidiéndole que regrese y huya con ella; en dicha carta no figura el nombre de su amado. 
Tancredi llega de incógnito a Siracusa sin haber recibido la carta de Amenaide. Cuando los dos jóvenes se encuentran, Amenaide, temiendo que Orbazzano pueda matarlo, ruega a Tancredi que se marche sin darle mayores explicaciones.
Cuando Argirio se dispone a entregar a su hija a Orbazzano, Amenaide se niega rotundamente, y entonces Orbazzano muestra la carta de Amenaide que él ha interceptado. En presencia de todos, Orbazzano proclama que dicha carta iba dirigida a Solamir, y acusa a la muchacha de tener relaciones con el enemigo. Amenaide es repudiada por su padre y condenada a muerte por alta traición. Tancredi, que ha presenciado la escena entre el pueblo, también cree en la culpabilidad de su prometida, pues piensa que Amenaide le apremiaba a marcharse para así poderse reunir con Solamir.
Acto II
Tancredi, que se ha dado a conocer, acepta defender a Amenaide en un Juicio de Dios, luchando contra Orbazzano. Tancredi vence a su rival, con lo que salva a la muchacha, pero como sigue creyendo que ella lo ha traicionado con Solamir, sale a buscar la muerte luchando contra los sarracenos. 
Argirio, y los demás caballeros siracusanos, siguen a Tancredi al campo de batalla. Amenaide y su dama Isaura, permanecen escuchando el estrépito de la batalla. 
Final de Venecia
Todos regresan victoriosos. Solamir, al morir, ha garantizado el honor e inocencia de Amenaide. La obra termina felizmente con el abrazo y perdón de Tancredi y Amenaide.
Final de Ferrara
Regresan las tropas victoriosas trayendo a Tancredi moribundo a causa de las heridas recibidas en combate. Solamir, al morir, ha garantizado el honor e inocencia de Amenaide. Tancredi perdona a su prometida y muere en sus brazos.

## Discografía

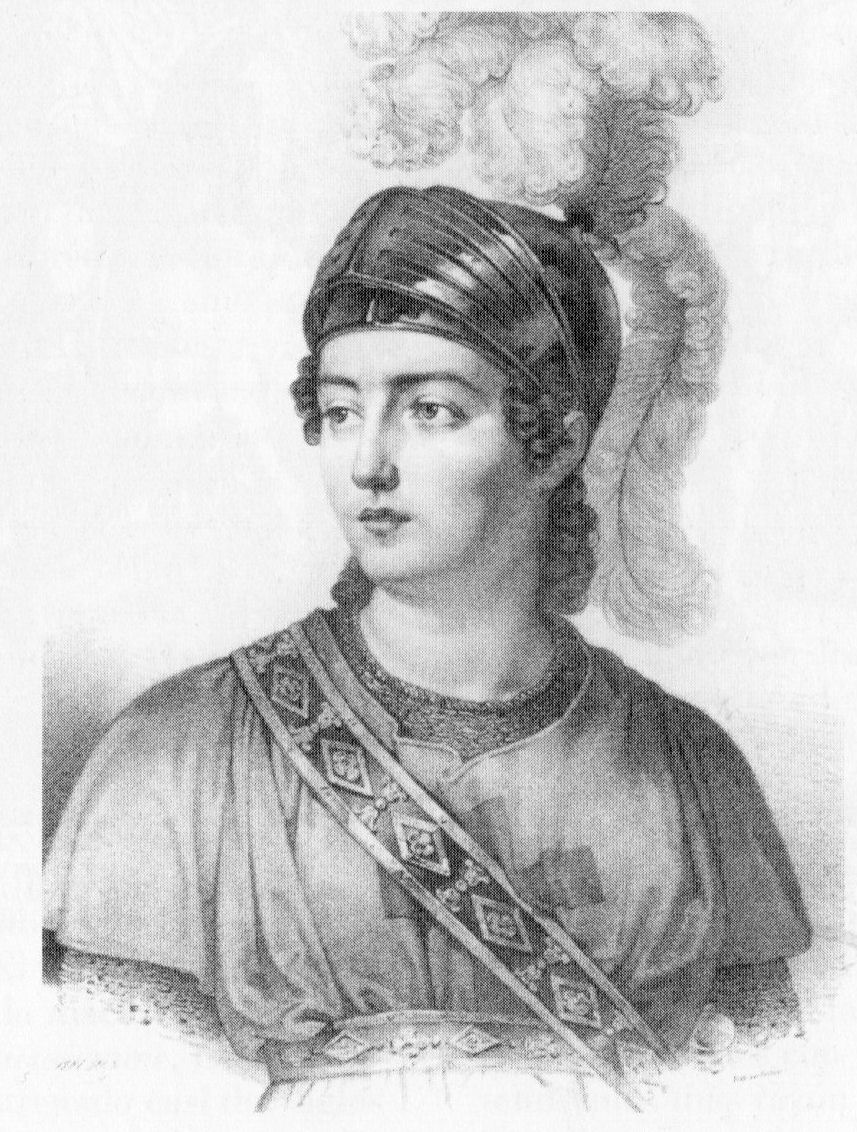
La soprano Giuditta Pasta en Tancredi

Los personajes se indican en el siguiente orden: Tancredi, Amenaide, Argirio, Orbazzano, Isaura, Roggiero, Coro, orquesta, Director, Casa Discográfica.
- 1968. Anna Reynols, Rita Talarico, Giampaolo Corradi, Luigi Roni, Coro y Orquesta de la RAI de Milán, Mario Rossi. MRF

- 1977. Patricia Price, Hannah Francis, Keith Lewis, Tom McDonnell, Elisabeth Stokes, Peter Jeffes. London Voices, Centre de l’Action Musicale de l’Ouest. John Perras. Arion.

- 1978. Marilyn Horne, Margherita Rinaldi, Renzo Casellato, Nicola Zaccaria, Biancamaria Casoni, Clara Foti. Coro y Orquesta del Teatro de la Ópera de Roma. Gabriele Ferro. Anna (Grabado en directo)

- 1978. Marilyn Horne, Katia Ricciarelli, Ernesto Palacio, Nicola Zaccaria, Mariana Paunova, Carmen Balthrop. Coro y Orquesta de la Ópera de Nueva York. Eve Queler. HRE. (Grabado en directo)

- 1978. Fiorenza Cossotto, Lella Cuberli, Werner Howeg, Nicolai Ghiuselev, Helga Müller-Molinari, Lucia Rizzi, Capella Coloniensis, Gabriele Ferro, Warner Bros.

- 1983. Marilyn Horne, Lella Cuberli, Ernesto Palacio, Nicola Zaccaria, Bernardette Manca di Nissa, Patricia Schuman. Coro y Orquesta del Teatro La Fenice de Venecia, Ralph Weikert, Fonit Cetra. Sony. (Grabado en directo)

- 1986. Marilyn Horne, Lella Cuberli, Ernesto Palacio, Nicola Zaccaria, Eleonora Jankovich, Marilyn Schmige. Coro y Orquesta del Teatro La Fenice de Venecia, Ralph Weikert, Mondo Música.

- 1992. Bernardette Manca di Nissa, María Bayo, Raúl Giménez, Ildebrando D’Arcangelo, Katarzyna Bak, Maria Pia Pisticelli, Coro y Orquesta Sinfónica de la Radio de Stuttgart Gianluigi Gelmetti, Pioneer Coporation. DVD. (Grabado en directo)

- 1995. Ewa Podles, Sumi Jo, Stanford Olsen, Pietro Spagnoli, Anna Maria di Micco, Lucretia Lendi. Collegium Instrumentale Brughense. Alberto Zedda. Naxos Records.

- 1995. Vesselina Kasarova, Eva Mei, Ramón Vargas, Harry Peeters, Melinda Paulsen, Verónica Cangemi. Coro y Orquesta Sinfónica de la Radio de Baviera. Roberto Abbado. RCA

- 1999. Daniela Barcellona, Darina Takova, Giuseppe Filianoti, Simoni Alberghini, Laura Polverelli, Giuseppina Piunti. Coro de cámara de Praga, Orquesta de la Toscana. Gianluigi Gelmetti. Rossini Opera Festival Pesaro. (Grabado en directo).

- 2003. Daniela Barcellona, Mariola Cantarero, Charels Workman, Nicola Ulivieri, Sonia Zarambella, Daniela Pinni. Coro y Orquesta Teatro Verdi de Triestre. Paolo Arrivabeni. Kicco Classic. DVD.

- 2004. Daniela Barcellona, Mariella Devia, Raúl Giménez, Marco Spotti, Barbara di Castri, Sofia Soloviy. Coro y Orquesta del Teatro de la Ópera de Roma. Gianluigi Gelmeti. DVD.

- 2005. Daniela Barcellona, Darina Takova, Raúl Giménez, Marco Spotti, Barbara di Castri, Nicola Marchesini. Coro y Orquesta del Mayo Musical Florentino. Riccardo Frizza. TDK. DVD. (Grabado en directo).

- 2007. Ewa Podles, Mariola Cantarero, José Manuel Zapata, Giovanni Battista Parodi, Marina Rodríguez Cusí, Marisa Martins. Coro y Orquesta del Teatro Real de Madrid. Riccardo Frizza.